# Oğuz Ceylan
Oğuz Ceylan (* 15. Dezember 1990 in Çanakkale) ist ein türkischer Fußballspieler.

## Karriere
Ceylan erlernte das Fußballspielen u. a. in den Nachwuchsabteilungen der Vereine Kepezspor, Dardanelspor, Çanakkale FK und Beşiktaş Istanbul. Bei Letztgenanntem erhielt er im September 2010 zwar einen Profivertrag, spielte aber weiterhin eine Saison lang für die Reservemannschaft. Im Sommer 2011 wurde er an den Viertligisten Siirtspor und für die Rückrunde der Saison 2011/12 an Çaykur Rizespor ausgeliehen. Im Sommer 2012 wechselte er zum Viertligisten Kahramanmaraş Belediyespor und eine Saison später zum Drittligisten Bugsaşspor.
Nachdem er die Saison 2014/15 für den Istanbuler Drittligisten Kartalspor gespielt hatte, wurde er im Sommer 2014 vom Drittligisten Ümraniyespor verpflichtet. Mit diesem Klub beendete er die Saison 2015/16 als Meister der TFF 2. Lig und war damit am ersten Aufstieg der Vereinsgeschichte in die TFF 1. Lig beteiligt.

## Erfolge
Mit Ümraniyespor
- Meister TFF 2. Lig und Aufstieg in die TFF 1. Lig: 2015/16